# 天間荘の三姉妹 スカイハイ
『天間荘の三姉妹 スカイハイ』（てんまそうのさんしまい スカイハイ）は、髙橋ツトムによる漫画で、『スカイハイ』のスピンオフ作品。『グランドジャンプ』（集英社）にて、2013年18号から2014年20号まで連載された。天空と地上とを繋ぎ、臨死状態の魂が天に昇るか、地上に戻るかを決めるまでの間を過ごす宿「天間荘」を舞台に、人の生死や魂、家族や近しい人たちとの繋がりというテーマを、とある三姉妹が過ごす日々を通して描く。2022年には映画公開を記念して、同誌23号にて読み切り『天間荘の三姉妹 -スカイハイ-』を掲載。
本作品は東日本大震災をきっかけに制作された。

## 登場人物
小川たまえ
のぞみとかなえの腹違いの妹。魂となって二人が営む温泉旅館「天間荘」を訪れる。
イメージモデルは女優・のんで、彼女は後に本作の映画版でたまえを演じた。
天間かなえ
天間姉妹の次女。水族館で、イルカの調教師をしている。
天間のぞみ
天間姉妹の長女。妹のかなえと共に温泉旅館「天間荘」を切り盛りしている。

## 書誌情報
- 髙橋ツトム『天間荘の三姉妹 スカイハイ』、集英社〈ヤングジャンプコミックス〉、全4巻
  1. 2014年2月19日発売[9]、ISBN 978-4-08-879746-5
  2. 2014年7月18日発売[10]、ISBN 978-4-08-879792-2
  3. 2014年9月19日発売[11]、ISBN 978-4-08-890015-5
  4. 2014年10月17日発売[12]、ISBN 978-4-08-890034-6

## 映画
『天間荘の三姉妹』（てんまそうのさんしまい）のタイトルで、2022年10月28日に公開された。監督は北村龍平、三女役をのん、天間荘を切り盛りする姉妹を門脇麦（次女役）と大島優子（長女役）が演じる。
互いに「盟友」と呼び合う北村と原作者の髙橋が交わした会話が映画化の切っ掛けとなり、構想には7年を費やしている。なお、本作品には東日本大震災の地震や津波のシーンが描かれるため、公式サイトでは鑑賞者への注意喚起がなされた。
舞台となる「天間荘」の撮影は、北海道小樽市の老舗旅館の銀鱗荘で、2021年10月から約1か月間にわたって行われた。北村龍平によれば、イメージに合う旅館を探しあぐねていたところ、銀鱗荘を一目見て「是が非でもここで撮りたいと思った」という。奇しくも原作者の髙橋ツトムも銀鱗荘を作画の参考にしており、北村は撮影決定後にそのことを知ったという。
主演者たちの所作の指導は、小樽市の日本舞踊藤間流扇玉会の藤間扇玉と扇久華の親子が担当し、2人は大広間での宴会の場面にもエキストラで出演した。

### キャスト
- 小川たまえ：のん
- 天間かなえ：門脇麦
- 天間のぞみ：大島優子
- 魚堂一馬：高良健吾[15][16]
- 芦沢優那：山谷花純[15][16]
- 早乙女海斗：萩原利久[15][16]
- 早乙女勝造：平山浩行[15][16]
- 魚堂源一：柳葉敏郎[15][16]
- 宝来武：中村雅俊（友情出演）[15][16]
- 財前玲子：三田佳子（特別出演）[15][16]
- 小川清志：永瀬正敏（友情出演）[15][16]
- 天間恵子：寺島しのぶ[15][16]
- イズコ：柴咲コウ[15][16]

### スタッフ
- 原作：髙橋ツトム『天間荘の三姉妹 スカイハイ』（集英社 ヤングジャンプ コミックス DIGITAL刊）
- 脚本・監督：北村龍平
- 脚本：嶋田うれ葉
- 音楽：松本晃彦
- 主題歌：玉置浩二 feat. 絢香「Beautiful World」（日本コロムビア）[17]
- エグゼクティブプロデューサー：中島信也
- プロデューサー：真木太郎、和田大輔
- 共同プロデューサー：飯田雅裕、井原敦哉
- アソシエイトプロデューサー：小坂恵一、神保友香、橋本恵一
- 撮影：柳島克己
- 美術：三ツ松けいこ
- 照明：加持通明
- 装飾：佐原敦史
- 録音：久連石由文
- 編集：北島翔平
- 衣装：小林身和子
- ヘアメイク：酒井夢月
- Bカメラ / ステディカム：堂前徹之
- 特機：大塚伸一
- VFXスーパーバイザー：オダイッセイ
- カラリスト：山下哲司
- 音響効果：柴崎憲治
- スクリプター：唐仁原朝乃
- キャスティング：門田治子
- 助監督：久保田博紀
- 制作担当：間口彰
- 宣伝統括：篠原智士
- 特別協力：女川町
- 配給：東映
- 企画・製作幹事・制作プロダクション：ジェンコ
- 製作：『天間荘の三姉妹』製作委員会（東北新社、ジェンコ、朝日新聞社）